# أرض الرياضيات
أرض الرياضيات هو أحد مناهج الرياضيات المثيرة للجدل، والتي صممت حسب معايير المجلس القومي لمعلمي الرياضيات لعام 1989. وطورت شركة كريتيف للنشر هذه المناهج ونشرتها، وتم اعتمادها في البداية في ولاية كاليفورنيا الأمريكية، وفي المدارس التي تديرها وزارة الدفاع الأمريكية في منتصف تسعينيات القرن الماضي. وبحلول عام 2007، توقف الناشر عن تقديم هذا المنهج الدراسي، على عكس غيره من المناهج الأكثر نجاحًا؛ مثل أبحاث في الأعداد والبيانات والفضاء، ومنذ ذلك الحين توقفت الهيئات التي كانت تدعم هذا المنهج في البداية عن تقديمه. وجاء فشل هذا المنهج نتيجة لدراساتٍ دقيقة أعدها بعض النقاد (انظر أدناه).

## الاعتماد
يعتبر منهج أرض الرياضيات أحد المناهج التي وصفتها لجنة وزارة التعليم بالمناهج «الواعدة»، على الرغم من إعلان 200 عالم ومتخصص في الرياضيات؛ من ضمنهم أربعة علماء حاصلون على جائزة نوبل وعالمان حاصلان على وسام فيلدز، في جريدة واشنطن بوست رفضهم لرأي هذه اللجنة. واعتُمدت هذه المناهج في العديد من مدارس كاليفورنيا لأنها تتفق مع التوجيهات القانونية الموجودة في إطار عمل كاليفورنيا لعام 1992. ومنذ ذلك الحين، فقد هذا الإطار مصداقيته واعتبره العلماء مُضللاً، وتم استبداله بمعايير جديدة قائمة على الرياضيات التقليدية.

## الفكرة
يركز منهج أرض الرياضيات على «الاهتمام بالفهم التصوري والتواصل والتفكير ومهارات حل المشكلات.»، حيث يجتمع الأطفال في مجموعات صغيرة ليبتكروا طرقًا جديدة للجمع والطرح والضرب والقسمة، وبالتالي يتمكن الطلاب الصغار من الاستغناء عن «القواعد التي يضعها المعلم.» وفي إطار عدم ربط التدريس بأي محتوى ثابت، ألغى منهج أرض الرياضيات الكتب المدرسية.
فالكتب المدرسية، وغيرها من كتب التدريبات، كانت مصممة لتعزيز المفاهيم التي يتعلمها الطلاب في الدرس.

## الحساب النموذجي
يتجنب منهج أرض الرياضيات تدريس الخوارزميات الحسابية المعروفة، بما في ذلك عمليات الجمع البسيطة وعمليات الطرح بالاستلاف. وتخلو مقررات أرض الرياضيات الدراسية من مثل تلك الأساليب المألوفة بالنسبة للبالغين، وبالتالي قد يحتاج الطلاب إلى تعلمها إذا لزم الأمر فيما بعد. كما أن هذه المناهج لا تعلم الطلاب الطريقة النموذجية لإجراء عملية الضرب متعددة الأرقام إلا بدايةً من الصف السادس الدراسي، ثم تقدم له مثالًا يوضح أن هذه العملية عرضة للخطأ. ويفضل منهج أرض الرياضيات استخدام خوارزمية الفلاحين الروس عند إجراء عملية ضرب 13 × 18 = 234 مثلًا. وبالتالي يمكن إجراء تلك العملية بمجرد قص ولصق شرائح مختلفة من الورق؛ حيث تحتوي هذه الشرائح على 3 أقسام و3 مضاعفات وخانة حذف واحدة وإضافة ثلاثة أرقام.
كما يُطلب من طلاب الصف السادس أن يحلوا المسألة التالية:
«لقد تصفحت منذ وقت قليل كتابًا من المكتبة يبلغ عدد صفحاته 1344 صفحة! يجب أن أقرأ الكتاب خلال 3 أسابيع. فكم صفحة يجب عليَّ قراءتها يوميًا لإنهاء الكتاب في الوقت المحدد؟»
لا يستخدم منهج أرض الرياضيات القسمة المطولة لقسمة 1344 على 21، بل توضح إرشادات المنهج أن «القسمة، بالنسبة في منهج أرض الرياضيات، لا تعد عمليةً منفصلة يجب أن يتقنها الطالب، بل هي مزيج من عمليات التقريب المتتالية والضرب والجمع والطرح، بالإضافة إلى إدراك الطلبة أنفسهم للأرقام.»

## الانتقادات
وصفت ديبرا جيه ساوندرز الصحفية في جريدة سان فرانسيسكو كرونيكل منهج أرض الرياضيات بأنه أحد مناهج الرياضيات التي تفضل عدم تقديم الدروس التي تحتوي على «نتائج عددية محددة مسبقًا.» ويقول دوج سوردز، معلم الصف الرابع الذي يعيش في مقاطعة كينجز بكاليفورنيا، أن 14 من كل 18 مدرسًا يستخدمون مناهج أرض الرياضيات كمناهجٍ تكميلية فقط. وعندما سئل سوردز عما إذا كان منهج أرض الرياضيات مفيدًا في تعليم الأطفال عملية الضرب أجاب قائلاً «لا، بكل صراحة».
وفي تحقيق أعدته وزارة الدفاع حول تعليم الأطفال، ونُشر في جريدة ستارز آند سترايبس، كتبت دينيس ماك آرثر «طبقًا لدكتور وو، أستاذ الرياضيات في جامعة كاليفورنيا، بركلي، فإن سلسلة الرياضيات التفاعلية هي أسوأ مؤلفات الرياضيات التي رأيتها في حياتي». كما كتب عالم رياضيات آخر، في ملاحظات جمعية الرياضيات الأمريكية (AMS) «أنصح رئاسة جمعية الرياضيات الأمريكية بشدة بأن تتراجع عن تـأييدها لمعايير المجلس القومي لمعلمي الرياضيات. فمثل تلك المعايير قد مهدت الطريق لظهور بعض المناهج التربوية الابتدائية مثل منهج أرض الرياضيات، الذي فشل حتى في أن يعلم طلاب المدارس الابتدائية خوارزمية الضرب المعروفة». كما يقول آخر، «...إن مناهج أرض الرياضيات الموجودة لا تخاطب نقص المهارات الأساسية عند أطفالنا، ولا مستوى أدائهم المنخفض في الاختبارات... ولكنها تتبنى فلسفة الحركة» الإصلاحية«بشكلٍ كبير... وهي حركة لا تزال موضع جدل بين أفراد مجتمع الرياضيات والمجتمع التعليمي... ولذا، سيكون من الحماقة أن نتبنى شيئًا به كل هذا القصور الواضح.»
وانخفضت شعبية أرض الرياضيات في وسط القرن الواحد والعشرين، ثم توقفت شركة كريتيف نهائيًا عن إصدارها في عام 2007.

## وصلات خارجية
- Teach More Love More
- Pre-math Skills on Bella Online